# Bryggja
Bryggja is een plaats in de Noorse gemeente Stad, provincie Vestland. Bryggja telt 345 inwoners (2007) en heeft een oppervlakte van 0,55 km².